# ポーンサック・ソーンセーン
ポーンサック・ソーンセーン（タイ語: พรศักดิ์ ส่องแสง、英: Pornsak Songsaeng、1960年11月2日 - 2021年10月15日）は、タイの歌手。1981年Siang Siamに歌手として業界入り。

## 略歴
- 1960年11月2日 - タイ王国コーンケン県で生まれた。
- 1981年 - Siang Siamに歌手として業界入り。
- 2021年 - 心不全で死亡。

## ディスコグラフィー

### アルバム
- 1986 - "Toey Sao Jan Kang Koab" (เต้ยสาวจันทร์กั้งโกบ)
- 2001 - "Phoo Phae Rak" (ผู้แพ้รัก)
- 2004 - "Mee Miea Dek" (มีเมัยเด็ก)

### シングル
- Mae Khong Krai (Phra Kum Khong Mae)
- 84 Tee Miea
- Sa Long Bang
- Fah Ngao Fon Khon Ngao Jai
- Hoo Kin Taeng